# Lac Tourouvre
Pour les articles homonymes, voir Tourouvre (homonymie).
Le lac Tourouvre a été formé artificiellement en 1950 par le barrage de la centrale de la Trenche, érigé au sud-est du lac, sur la rivière Saint-Maurice, au nord de La Tuque, dans la région administrative de la Mauricie, au Québec, Canada. Situé entièrement en milieu forestier et montagneux, ce plan d'eau de 1 448 ha est propice aux activités récréo-touristiques dont la navigation de plaisance.

## Géographie
Le lac Tourouvre reçoit les eaux de la rivière Trenche, par un long détroit au nord-est. Ce lac a 4 km de largeur par 8,4 km (incluant le détroit à l'embouchure de la rivière Trenche). La rivière Saint-Maurice se déverse dans le lac Tourouvre par le côté ouest.
Le barrage de la Centrale de la Trenche est situé en amont de l'embouchure de la rivière Vermillon, à environ 23 km du barrage de la centrale Beaumont et 35 km du barrage de la Centrale de La Tuque. Ce barrage de type béton-gravité a une hauteur de 53 m et une longueur de 442 m. Sa capacité de retenu est de 6 millions de mètres cubes d'eau à l'exutoire du lac Tourouvre.
À partir du boulevard Ducharme de La Tuque, l'on parvient par la route au lac Tourouvre en suivant un trajet de 48,7 km par le chemin de la rivière Croche, le rang Ouest et le chemin forestier. Cette dernière route traverse la rivière Saint-Maurice au barrage de la centrale de la Trenche.
Le hameau Trenche est situé près du barrage de la Trenche, sur la rive ouest de la rivière Saint-Maurice. Le chemin forestier dessert ce hameau.

## Toponymie
Les anciens noms de ce plan d'eau étaient lac du castor et lac Trenche. 
Ce toponyme québécois tire son origine du bourg de Tourouvre, situé dans le Perche, en France. Ce bourg a été au XVIIe siècle des foyers importants de l'émigration française au Canada. Le géographe français Elisée Reclus (1830-1905) écrit que ce bourg est « le lieu d'Europe qui a contribué, pour la plus grande part, au peuplement du Nouveau Monde ». La Maison de l’Émigration française au Canada, ouverte au public le 1er octobre 2006, a été établie symboliquement à Tourouvre, France.
Le toponyme lac Tourouvre a été inscrit officiellement le 5 décembre 1968 à la Banque des noms de lieux de la Commission de toponymie du Québec.